# Chicago Fire Premier
El Chicago Fire Premier fue un equipo de fútbol estadounidense de Chicago, Illinois. Fundado en 2001, el equipo jugó en la USL Premier Development League (PDL), la cuarta división en el fútbol estadounidense, en la División de los Grandes Lagos de la Conferencia Central.
El equipo jugaba sus partidos de local en una cancha de pasto artificial adyacente al Toyota Park en Bridgeview. Los colores del equipo eran rojo y blanco.
Hasta el 2005 eran conocidos como los Chicago Fire Reserves (equipo reserva del Chicago Fire). Para la temporada 2008, el equipo se conoce como Chicago Fire PDL, aunque el nombre oficial del equipo no ha cambiado.
El equipo desaparece en 2016 luego de fusionarse con otros tres equipos de Chicago para crear al Chicago FC United

## Palmarés
- USL PDL Great Lakes Division (4): 2001, 2002, 2005, 2006
- USL PDL Heartland Division (2): 2003, 2004
- USL PDL Midwest Division (1): 2008
- USL PDL Central Conference (2): 2003, 2009
- USL PDL Temporada Regular (1): 2004

## Temporadas
| Temporada | División | Liga    | Temporada regular | Playoffs                 | US Open Cup  |
| --------- | -------- | ------- | ----------------- | ------------------------ | ------------ |
| 2001      | 4        | USL PDL | 1º, Great Lakes   | Final de conferencia     | No clasificó |
| 2002      | 4        | USL PDL | 1º, Great Lakes   | Semifinal de conferencia | No clasificó |
| 2003      | 4        | USL PDL | 1º, Heartland     | Final nacional           | No clasificó |
| 2004      | 4        | USL PDL | 1º, Heartland     | Final de conferencia     | 3ª Ronda     |
| 2005      | 4        | USL PDL | 1º, Great Lakes   | Semifinal de conferencia | 2ª Ronda     |
| 2006      | 4        | USL PDL | 1º, Great Lakes   | Final de conferencia     | No clasificó |
| 2007      | 4        | USL PDL | 2º, Great Lakes   | Final de conferencia     | No clasificó |
| 2008      | 4        | USL PDL | 1º, Midwest       | Ronda divisional         | No clasificó |
| 2009      | 4        | USL PDL | 2º, Great Lakes   | Final Nacional           | 2ª Ronda     |
| 2010      | 4        | USL PDL | 4º, Great Lakes   | No clasificó             | No clasificó |
| 2011      | 4        | USL PDL | 2º, Great Lakes   | Semifinal de conferencia | 1ª Ronda     |
| 2012      | 4        | USL PDL | 5º, Great Lakes   | No clasificó             | No clasificó |
| 2013      | 4        | USL PDL | 3º, Great Lakes   | Playoff divisional       | No clasificó |
| 2014      | 4        | USL PDL | 3º, Great Lakes   | No clasificó             | No clasificó |
| 2015      | 4        | USL PDL | 3º, Great Lakes   | No clasificó             | No clasificó |
| 2016      | 4        | USL PDL | 3º, Heartland     | No clasificó             | No clasificó |

## Entrenadores
- Bret Hall (2001)
- Mike Matkovich (2002–2006)
- Larry Sunderland (2007–2010)
- Mark Spooner (2011–2013)
- Mike Matkovich (2014)
- Brian Bliss (2015)
- Logan Pause (2016)